# آرمناک خریملیان
آرمناک ایوانی خریملیان (ارمنی: Արմենակ Իվանի Խրիմլյան؛  زادهٔ ۱۶ سپتامبر ۱۹۰۶ - درگذشته ۷ سپتامبر ۱۹۹۲) جراح، پزشک، سیاستمدار اهل ارمنستان بود که از تاریخ ۱۹۴۹ تا تاریخ ۱۹۶۰ سمت وزیر بهداشت ارمنستان شوروی را برعهده داشت.

## زندگی‌نامه
وی در ۲۹ سپتامبر [سبک قدیمی: ۱۶ سپتامبر] ۱۹۰۶ در نور ناخیجوان به دنیا آمد و از دانشگاه دولتی ایروان فارغ‌التحصیل گشت. همچنین برندهٔ جوایزی همچون نشان پرچم سرخ کار، نشان برجسته افتخار و پزشک شایسته ارمنستان شوروی (۱۹۶۰) شده است. وی در ۷ سپتامبر ۱۹۹۲ در سن ۸۵ سالگی در ایروان درگذشت.

## یادداشت
1. ↑  Նոր Նախիջևան
2. ↑  բժշկական գիտությունների դոկտոր
3. ↑  Հայկական ԽՍՀ վաստակավոր բժիշկ